# Großsteingräber bei Skowyrowice
Die Großsteingräber bei Skowyrowice (auch Großsteingräber bei Schofanz genannt) waren mehrere megalithische Grabanlagen unbekannter Zahl der jungsteinzeitlichen Trichterbecherkultur bei Skowyrowice (deutsch Schofanz), einem Ortsteil von Resko (deutsch Regenwalde) in der Woiwodschaft Westpommern in Polen. Sie wurden im 19. Jahrhundert zerstört. Die Gräber lagen auf einem zur Mołstowa hin abfallenden Gebiet. Es handelte sich um mehrere große, ost-westlich orientierte dreieckige Hünenbetten, die in mehreren Reihen parallel zueinander lagen.